# ملوردی
 ملوردی روستای کوچکی است از توابع بخش مرکزی شهرستان بستک در غرب استان هرمزگان در جنوب ایران واقع شده‌است.

## فهرست منابع و مآخذ
- محمد، صدیق «تارخ فارس» صفحه‌های (۵۰ ـ ۵۱ ـ ۵۲ ـ ۵۳)، چاپ سال ۱۹۹۳ میلادی.
- محمدیان، کوخردی، محمد ،  (شهرستان بستک و بخش کوخرد) ، ج۱. چاپ اول، دبی: سال انتشار ۲۰۰۵ میلادی
- اطلس گیتاشناسی استان‌های ایران [Atlas Gitashenasi Ostanhai Iran] (Gitashenasi Province Atlas of Iran)